# Người Việt tại Nga
Người Việt tại Liên bang Nga là cộng đồng dân tộc thiểu số lớn thứ 72 ở Nga (theo cuộc điều tra dân số 2002). Với 26.205 người, đây là cộng đồng người Việt khiêm tốn so với các các quốc gia khác. Tuy nhiên theo các ước tính không chính thức thì con số cư dân gốc Việt có thể là 100.000 đến 150.000 người.
Năm 2018, có 14.700 người Việt Nam được cấp giấy phép lao động tại Nga.

## Phân bố
Theo thống kê 2015, riêng thành phố Moskva đã có khoảng 5.000 người, Yekaterinburg có khoảng 400 người, Volgograd khoảng 200 người. Số còn lại tập trung ở Vladivostok và Sankt-Peterburg. Cộng đồng người Việt ở Moskva có tỷ lệ định cư lâu dài nhất (trên 5 năm).
Ở Moskva, người Việt chủ yếu ở phía nam thành phố, gần ga tàu điện ngầm Akademicheskaya, nơi chính quyền đã cho xây dựng tượng đài Hồ Chí Minh.

## Hội nhập
Khảo tra về khả năng nói tiếng Nga của cộng đồng gốc Việt có phần không nhất quán. Theo một cuộc điều tra dân số thì khoảng 80% biết nói tiếng Nga. Trong khi đó một bài báo của Việt Nam thì cho rằng: "nhiều người Việt Nam thấy không cần thiết phải học tiếng Nga. Thực tế, nhiều người không nói được một tí tiếng Nga nào". Ngược lại gần như tất cả người gốc Việt đều nói được tiếng Việt.

### Sinh hoạt kinh tế
Phần lớn người Việt ở Nga làm nghề tiểu thương bán lẻ. Khi Nga sửa đổi luật bán lẻ năm 2007, hạn chế các cửa hàng của người nhập cư cùng đòi hỏi người buôn phải đạt trình độ tối thiểu biết tiếng Nga thì mới được đi làm và cấp giấy phép kinh doanh khiến nhiều người Việt phải bỏ ngành buôn bán, tìm nghề khác sinh sống, có khi là làm công nhân phổ thông.

### Sinh viên
Sinh viên gốc Việt là một thành phần quan trọng trong cộng đồng ở Nga; bản thân Hồ Chí Minh cũng từng theo học tại Moskva vào thập niên 1920 cùng một số lãnh tụ của Đảng Cộng sản Việt Nam. Vào thời kỳ Chiến tranh Lạnh có tổng cộng khoảng 50.000 sinh viên Việt Nam sang học tập ở Nga. Sinh viên Việt Nam tiếp tục du học ở Nga sau khi Liên Xô và Khối Warszawa sụp đổ. Tính đến năm 2006, có khoảng 4000 sinh viên Việt Nam theo học tại các trường đại học của Nga, trong số đó có 160 người do học bổng của chính phủ Nga. Trong số những sinh viên Việt Nam từng theo học ở Nga sau khi Liên Xô sụp đổ có Nguyễn Thúy Quỳnh, nhạc sĩ piano gốc Hà Nội.

### Hiệp hội của người Việt
Trong sinh hoạt của người Việt tại Nga thì Hội đồng hương Hà Tĩnh đã thành công kinh doanh, thiết lập một số cơ sở sản xuất và buôn bán nhỏ. Khoảng 500 người Hà Tĩnh là tiểu thương buôn bán tại các tổ hợp thương mại; hàng chục người là chủ xưởng may, một số đầu tư vào nhà hàng, khách sạn, dịch vụ tài chính. Tại hầu hết thành phố đều có Hội đồng hương Hà Tĩnh.

## Tình trạng ở lậu tại Nga
- Ngày 31 tháng 7 năm 2013 cảnh sát Nga đã bắt 1.200 người Việt cư trú bất hợp pháp trong vụ bố ráp các xưởng may ở đông bắc Moskva. Theo thông tấn xã AFP tường thuật lời công an Nga, nhóm người này phải sống trong điều kiện thiếu vệ sinh.[16].
- Quyền Thứ trưởng Bộ Khẩn cấp Nga, ông Anatoly Suprunovsky, cho biết 8 người chết và một phụ nữ bị bỏng nặng trong đám cháy xảy ra tại một trang trại ở ngoại ô Moskva vào ngày 7/1/2020 đều là người Việt. Họ đều là, sau khi Nga xác nhận tất cả các nạn nhân đều là người Việt. Họ là lao động chui và không có đăng ký cư trú hợp lệ.[8]